# Dondria
Dondria, (Dover, 1987. január 6. –) amerikai rhythm and blues énekes, dalszerző.

## Pályafutása
Dondria Texasban nőtt fel. Gyerekként a templomi kórusban énekelt. Később saját énekeskönyveit tette közzé a YouTube-on Phatfffat néven. 
Dondriát Jermaine Dupri rapper és lemezproducer fedezte fel. Leszerződtette a So-So-Def kiadójához. Közösen készítették el első kislemezüket, a „Can't Stop”-ot, amely 2008-ban jelent meg. 2010. nyarán jelent meg első slágere az R&B listákon a „You're the One” című dallal, amely a 14. helyet érte el. Röviddel ezután megjelent debütáló albuma is, a „Dondria Vs. Phatfffat”. amely kilencedik lett helyen debütáló az R&B albumok listáján, és csak éppenhogy lemaradt a hivatalos albumlisták top 50-es listájáról.

## Stúdióalbumok
- 2009. november 6-án kiadott egy válogatást a rajongók számára „Dondria Duets” címmel. A mixtape ingyenesen letölthető volt. Népszerű férfi R&B dalokat vett fel, amelyekben saját szövegekkel, duettekké alakítva őket.
- 2010: Dondria vs. Phatfffat
- 2017: The Day of The Don- EP
- 2018: A Tale of Hearts EP (as Dondria & Broadway)
- 2018: TBA